# Protopsammotopa wilsoni
Protopsammotopa wilsoni är en kräftdjursart som beskrevs av J. B. J. Wells 1977. Protopsammotopa wilsoni ingår i släktet Protopsammotopa och familjen Diosaccidae. Inga underarter finns listade i Catalogue of Life.